# Kindah
Le  Tribu de Kindah (en arabe : كندة), qui a ensuite formé le Royaume de Kinda, a été un royaume, vassal de celui de Himyar, qui régna à partir de Qaryah dhât Kahl, Qaryat al-Faw, dans le Nejd, l'Arabie centrale, aujourd'hui en Arabie saoudite.
Le royaume a contrôlé une grande partie du centre et du nord de la péninsule arabique aux IVe et Ve siècles, bien avant l'arrivée de l'Islam.

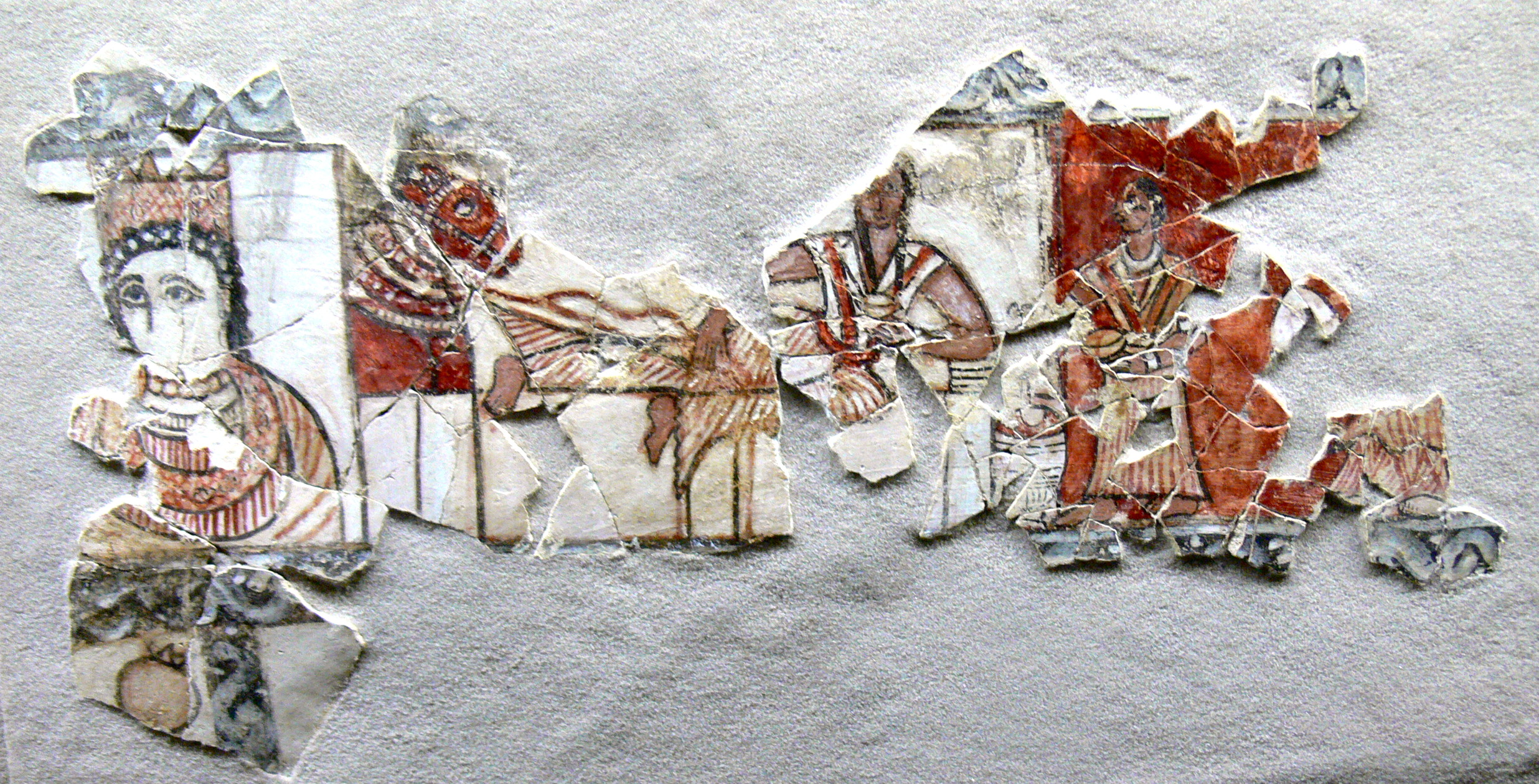
Fragment de peinture murale montrant un roi de Kindah, Ier siècle.

## Origines
La tribu Kindah a été une branche Kahlani du royaume sabéen de Marib, au centre du Yémen, au début du IIIe siècle apr. J.-C. Ils ont joué un rôle majeur dans la guerre sabéenne-hadramite. Avec la victoire des Sabéens, une branche de Kindah s'est établie dans l'Hadramaout, et la majorité des Kindah, ou Kindites, est retournée sur ses terres à l'est de Marib.

## Yémen Bahreïn Yémen
Après l'effondrement du barrage de Marib et l'annexion définitive du Royaume de Saba par les Himyarites, les Kindites migrent vers Bahreïn, au sens général de côte méridionale du golfe Persique. Puis ils en sont expulsés par la tribu des Abdul Qais, et reviennent alors au Yémen, en laissant une branche de Kindah dans l'actuel Jabal Shammar dans le Nedjd, ainsi qu'au Levant et en Irak.

## Hadramaout

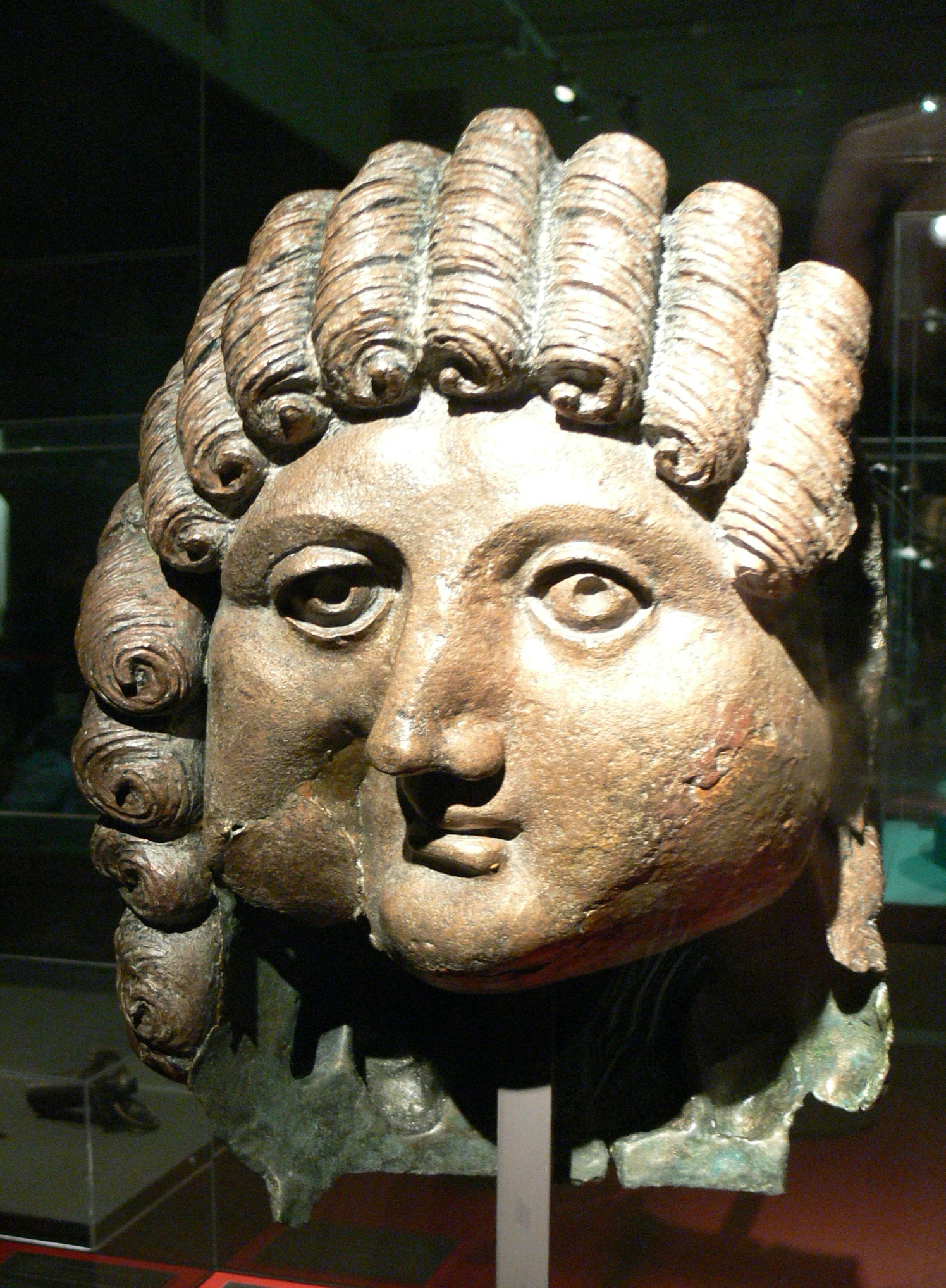
Tête d'un homme de Qaryat al-Faw

Au retour des Kindites au Yémen, au IVe siècle, les Himyarites sont à l'apogée de leur puissance, après avoir annexé l'Hadramaout, le dernier royaume concurrent de la zone sud-arabique. Les fréquentes querelles entre Kindites avec les tribus hadramites de l'oued du sud risquant de dégénérer, les Kindites reçoivent des Himyarites, à quelque titre que ce soit, autorité sur l'Hadramaout nord.
Les rois kindites du nord Hadramaout (325-425) connus sont :
- Muwiyah Ibn Mutri
- Murti ibn Muawiyah
- Muawiyah ibn Thaur
- Amr ibn Muawiyah
- Muawiyah ibn Rabiah
- Hijr Ibn Muwaiyah

## Nedjd
Au Ve siècle, les tribus Adnani du Nord deviennent une menace majeure pour le commerce entre le Yémen et la Syrie. Les Himyarites décident de créer un État vassal capable de contrôler le centre et le nord de l'Arabie. Les Kindites se renforcent pour jouer ce rôle, et, en 425, le roi himyarite Hassan ibn Amr ibn Tubbaa désigne Hujr Akil al-Murar ibn Amr premier roi (Hujr) de Kindah.
Liste des rois Kindites du Nedjd (425-528) :
- Hujr Akil al-Murar ibn Amr 425-458
- Amr ibn al-Mansour Hudjr 458-489
- Al-Harith ibn Amr Talaban 489-528

Al-Harith ibn Amr suivit la religion de Mazdak et les Perses l'aidèrent à conquérir Al-Hira et chasser le Lakhmid Al Munzir bin Maa Al Samaa. Cependant la contre-réforme d'Anushirvan donna lieu à la persécution des mazdakites et à chasser Kindah pour rétablir Al Munzir sur Al Hira. 50 personnes n'ayant pas fui à temps furent exécutées.

## La chute de Himyar
En 525 apr. J.-C., les Aksoumites envahissent Himyar, et les Kindites déclinent progressivement. En trois ans, le royaume kindite éclate en plusieurs petits royaumes, rapidement détruits, dans les années 520-530, dans une série de soulèvements des tribus Adnani du Nejd et du Hedjaz.
Après al-Ḥārith’s le royaume se divise en 4 tribus Asad, Taghlib, Qays, et Kinānah, dirigées par un kindah. Seulement les tribus se rebellèrent et les kindah furent forcés de se retrouver en Arabie du sud.
Le plus célèbre des Kindites est alors Imru 'al-Qays, un petit-fils d'Al Harith et fils de Hujr, l'un des derniers rois Kindites. Il va vainement essayer de ressusciter le royaume de son père, et est surtout le plus important poète arabe pré-islamique.

## Conversion au judaïsme
La conversion des rois himyarites au judaïsme, à la fin du Ve siècle, entraîne la conversion au judaïsme des Kindites. Cependant, le passage du pouvoir sur le Yémen chrétien, en 525 apr. J.-C., aux Aksumites, semble avoir déterminé principalement la conversion kindite.

## Guerres avec les Lakhmides
En 540 apr. J.-C., les Lakhmides détruisent toutes les colonies Kindites dans le Nejd, les forçant à revenir en Hadramaout, et à servir de tampon contre le royaume d'Axoum (Axoum) dans l'ouest du Yémen. Les Kindites et la plupart des tribus arabes sont amenés à changer d'alliance et de soutenir les Lakhmides.
Les Ghassanides, Lakhmides et Kindites sont alors tous des royaumes vassaux, Kahlani et Qahtani, de l'Empire byzantin, de la Perse et des Himyarites pour protéger leurs frontières et les intérêts impériaux des incursions insistantes des tribus Adnani. Les Kindites sont les plus efficaces pour neutraliser les tribus de l'Arabie centrale Adnani à travers des alliances, et se spécialisent sur les guerres avec les Lakhmides.

## De nos jours: diaspora Kindite
Au XXIe siècle, la majorité des descendants des Kindites vivent au Yémen, à Oman, en Irak, dans les Émirats arabes unis, en Arabie saoudite, en Syrie, en Jordanie, en Algérie, en Indonésie, à Singapour, en Malaisie et dans le sud des Philippines.
La famille ben Laden (آل بن لادن) se déclare de descendance Kinda.
Les groupes suivants seraient également kindites : 
- Ba Hbnan Tagib Banu
- Banu Sakūn
- Ibn Marta'a
- al-Mahthuth
- al-ʿ Afif al-Fakhr
- Ba al-Munādhira
- al-Sa ʿ id al-Sadaf,
- al-Mahdi, Ba Raʾs
- Ba Baqi
- BA Sawadan
- Ibn Digha
- Salaam
- al-Makhāshin
- Ba Jamal
- Ba Kathir
- Ba Hafin
- Ba Junaid ibn Hamid
- Ba Qays
- Ba Karman
- Ba Sabit Minkhub,
- Ba Bahier
- Ba Yomin
- Ba Matraf
- Ilyas Bin Mahfouz...